# Olympische Sommerspiele 1932/Teilnehmer (Neuseeland)
| Gelbes Symbol für Goldmedaillen mit stilisierten Olympischen Ringen | Graues Symbol für Silbermedaillen mit stilisierten Olympischen Ringen | Braundes Symbol für Bronzemedaillen mit stilisierten Olympischen Ringen |
| ------------------------------------------------------------------- | --------------------------------------------------------------------- | ----------------------------------------------------------------------- |
| —                                                                   | 1                                                                     | —                                                                       |

Neuseeland nahm an den Olympischen Sommerspielen 1932 in Los Angeles mit einer Delegation von 21 Sportlern, darunter nur eine Frau, teil.

## Medaillengewinner

### Silber
| Name               | Sportart | Wettkampf              |
| ------------------ | -------- | ---------------------- |
| Cyril Stiles       | Rudern   | Zweier ohne Steuermann |
| Frederick Thompson | Rudern   | Zweier ohne Steuermann |

## Teilnehmer nach Sportarten

### Leichtathletik
- Allan Elliot
100 Meter: Halbfinale
200 Meter: Halbfinale

- Stuart Black
200 Meter: Vorläufe
400 Meter

- Cyril Evans
800 Meter

- Jack Lovelock
1500 Meter: Finale

- John Savidan
5000 Meter: 4. Platz
10.000 Meter: 4. Platz

- Thelma Kench
Frauen, 100 Meter: Halbfinale

### Radsport
- Ronald Gordon Foubister
100 km Straßenrennen: 23. Platz

### Boxen
- Bob Purdie
Leichtgewicht: 1. Runde
- Harold Thomas
Weltergewicht: 1. Runde
- Bert Lowe
Mittelgewicht 1. Runde

### Rudern
- Cyril Stiles
Zweier ohne Steuermann: 
Achter: Vorlauf

- Frederick Thompson
Zweier ohne Steuermann: 
Achter: Vorlauf

- Somers William Cox
Vierer mit Steuermann: 4. Platz

- Noel Francis Pope
Vierer mit Steuermann: 4. Platz

- John Drummond Solomon
Vierer mit Steuermann: 4. Platz
Achter: Vorlauf

- Charles Edwards Saunders
Vierer mit Steuermann: 4. Platz
Achter: Vorlauf

- Delmont Edward Gullery
Vierer mit Steuermann: 4. Platz
Achter: Vorlauf

- Bert Magnus Sandos
Achter: Vorlauf

- Lawrence Jackson
Achter: Vorlauf

- John MacDonald
Achter: Vorlauf

- George Campbell Cooke
Achter: Vorlauf